# 국도 제36호선 (이란)
국도 제36호선(Road 36, 페르시아어: جاده 36)은 이란의 동부 지역을 종단하고 있는 국도 노선이다. 그러나 이 국도는 아시안 하이웨이 1호선의 일부이기도 하며, 아프가니스탄과도 국경이 맞닿아 있는 도로 노선이기도 하다. 그러나 피루주쿠에서 셈난까지는 이란 81번 국도와 담간-나인 도로랑 서로 중첩된다. 그 외에도 이 도로는 본디부터 새롭게 지나간 구간을 지나가는 경로가 많이 있다.